# Złotoręki
Złotoręki (ang. The Man with the Golden Arm) – amerykański czarno-biały film z 1955 roku, w reżyserii Ottona Premingera.
Film opowiada o mającym „złotą rękę” do pokera byłym narkomanie, który opuścił więzienie, gdzie zerwał z nałogiem i nauczył się grać na perkusji.

## Obsada
- Frank Sinatra - Frankie Machine
- Eleanor Parker - Sophia Machine
- Kim Novak - Molly Novotny
- Arnold Stang - Sparrow
- Darren McGavin - "Nifty Louie" Fomorowski
- Robert Strauss - Zero Schwiefka
- John Conte - pijak John
- Doro Merande - Vi
- George E. Stone - Sam Markette
- George Mathews - Williams
- Leonid Kinskey - Dominowski
- Emile Meyer - kapitan Bednar
- Shorty Rogers - on sam (lider zespołu na przesłuchaniu)
- Ralph Peña - on sam (basista na przesłuchaniu audition)
- Shelly Manne - on sam (perkusista na przesłuchaniu)

## Nagrody i nominacje
| Nazwa nagrody | Wygrane            | Nominacje |
| ------------- | ------------------ | --- |
| Oscar         | 1956 bez rezultatu | 1956 Najlepszy aktor pierwszoplanowy Frank Sinatra Najlepsza muzyka w dramacie lub komedii Elmer Bernstein Najlepsza scenografia - filmy czarno-białe Darrell Silvera, Joseph C. Wright |
| BAFTA         | 1957 bez rezultatu | 1957 Najlepszy film z jakiegokolwiek źródła Najlepszy aktor zagraniczny Frank Sinatra                                                                                                   |